# 2-Méthoxyéthanol
Le 2-méthoxyéthanol est un composé chimique de formule CH3OCH2CH2OH principalement utilisé comme solvant. Il s'agit d'un liquide clair, incolore, à l'odeur d'éther. C'est un éther de glycol, classe de solvants remarquables pour leur capacité à dissoudre une grande variété de composés chimiques ainsi que pour leur miscibilité avec l'eau et divers autres solvants. On peut l'obtenir par substitution nucléophile du méthanol CH3OH sur l'oxyde d'éthylène protoné C2H5O+ :
C2H5O+ + CH3OH → CH3OCH2CH2OH + H+.
Le 2-méthoxyéthanol est utilisé notamment dans les vernis, les peintures et les résines. On l'utilise également comme additif dans les solutions de dégivrage pour l'aviation. En chimie des composés organométalliques, il est souvent utilisé pour la synthèse du complexe de Vaska et ses composés apparentés. Dans ces réactions, l'alcool agit comme source d'hydrure et de monoxyde de carbone.
La présence de 2-méthoxyéthanol dans le milieu interstellaire a été détectée début 2024 par une équipe du MIT dans une pouponnière d'étoiles de la nébuleuse de la Patte de Chat (NGC 6334), dans la constellation du Scorpion.

## Précautions
Le 2-méthoxyéthanol est toxique pour la moelle osseuse et pour les testicules. Les personnes exposées à des quantités significatives de cette molécule sont susceptibles de développer une granulocytopénie, une anémie macrocytaire, une oligospermie, voire une azoospermie.
Le 2-méthoxyéthanol est converti par une alcool déshydrogénase en acide méthoxyacétique CH3OCH2COOH, qui est la substance nocive. Il peut de surcroît être métabolisé par le cycle de Krebs en donnant du 2-méthoxycitrate −OOC–CH2–COHCOO−–CH(OCH3)–CH2–COO−. L'éthanol CH3CH2OH et l'acétate CH3COO− présentent un effet protecteur.